# Mongolië op de Olympische Zomerspelen 2000
Mongolië nam deel aan de Olympische Zomerspelen 2000 in Sydney, Australië. Voor het eerst sinds 1964, bij hun debuut, werden er geen medailles gewonnen.

## Deelnemers en resultaten

### Atletiek
| Olympiër                   | Discipline | Resultaat | Prestatie                 |
| -------------------------- | ---------- | --------- | ------------------------- |
| Puntsag-Ochiryn Pürevsüren | 800m (m)   | 56e       | serie 8: 8ste in 1.56,29  |
|                            |            |           |                           |
| Baatarkhuu Battsetseg      | 5000m (v)  | 49e       | serie 3: 17de in 18.22,98 |

### Boksen
| Olympiër             | Discipline | Resultaat | Prestatie                             |
| -------------------- | ---------- | --------- | ------------------------------------- |
| Tumentsetseg Uitumen | -60kg (m)  | 17e       | 1ste ronde: V van KGZ Raimkulov: 4-15 |

### Judo
| Olympiër                     | Discipline | Resultaat | Prestatie |
| ---------------------------- | ---------- | --------- | --- |
| Dorjpalamyn Narmandakh       | -60kg (m)  | 13e       | 1ste ronde: vrij 2de ronde: W van VEN Alvarenga: waza-ari 3de ronde: V van KOR Jeong: ippon herkansingen: V van GEO Khergiani: ippon        |
| Pürevdorjiin Nyamlkhagva     | -66kg (m)  | 13e       | 1ste ronde: vrij 2de ronde: V van NED van Kalken: koka herkansingen: V van JPN Nakamura: yuko                                               |
| Tsend-Ayuushiin Ochirbat     | -81kg (m)  | 18e       | 1ste ronde: W van BUR Ouiminga: ippon 2de ronde: W van MAR Gaid: yuko 3de ronde: V van URU Paseyro: ippon                                   |
| Batjargalyn Odkhüü           | -90kg (m)  | 21e       | 1ste ronde: V van CHN Xu: ippon |
| Badmaanyambuugiin Bat-Erdene | +100kg (m) | 20e       | 1ste ronde:'V' van CHN Pan: ippon |
|                              |            |           | |
| Khishigbatyn Erdenet-Od      | -57kg (v)  | 9e        | 1ste ronde: V van ESP Fernández: ippon herkansingen: W van USA Wilson: ippon herkansingen 2: V van JPN Kusakabe: yuko                       |
| Dorjgotovyn Tserenkhand      | -70kg (v)  | 14e       | 1ste ronde: W van UKR Byelyayeva: ippon 2de ronde: V van JPN Ueno: ippon                                                                    |
| Sambuugiin Dashdulam         | -57kg (v)  | 9e        | 1ste ronde: vrij 2de ronde: V van CHN Tang: koka herkansingen: W van TKM Salayeva-Surkieva: ippon herkansingen 2: V van BRA da Silva: ippon |

### Schietsport
| Olympiër                 | Discipline                 | Resultaat | Prestatie                                                               |
| ------------------------ | -------------------------- | --------- | ----------------------------------------------------------------------- |
| Batkhuyagyn Zorigt       | 10m luchtgeweer (v)        | 20e       | kwalificatie: 20ste met 391 punten (97-98-97-99)                        |
| Batkhuyagyn Zorigt       | 50m geweer 3 houdingen (v) | 23e       | kwalificatie: 23ste met 570 punten (194-187-191)                        |
| Otryadyn Gündegmaa       | 25m pistool (v)            | 6e        | kwalificatie: 7de met 581 punten (288-293) finale: 6de met 680,9 punten |
| Dorjsürengiin Mönkhbayar | 25m pistool (v)            | 25e       | kwalificatie: 25ste met 573 punten (279-294)                            |
| Otryadyn Gündegmaa       | 10m luchtpistool (v)       | 9e        | kwalificatie: 9de met 382 punten (93-96-95-98)                          |
| Dorjsürengiin Mönkhbayar | 10m luchtpistool (v)       | 36e       | kwalificatie: 36ste met 368 punten (91-92-91-94)                        |

### Worstelen
| Olympiër                     | Discipline  | Resultaat   | Prestatie |
| Vrije stijl                  | Vrije stijl | Vrije stijl | Vrije stijl |
| ---------------------------- | ----------- | ----------- | --- |
| Tümendembereliin Züünbayan   | -54kg (m)   | 16e         | groep F: 4de V van IRI Tayyebi: 2-3 V van GRE Kardanov: 0-10 V van MDA Railean: 4-12                                            |
| Oyuunbilegiin Pürevbaatar    | -58kg (m)   | 5e          | groep B: 1ste W van AUS O'Brien: 9-0 W van BLR Guzov: 6-1 kwartfinale: V van IRI Dabir: 2-5 5-6de plek: W van GEO Pogosian: 6-0 |
| Tümen-Ölziin Mönkhbayar      | -76kg (m)   | 19e         | groep B: 3de V van IRI Dorostkar: 0-3 V van KAZ Laliyev: 0-4                                                                    |
| Dolgorsürengiin Sumiyaabazar | -130kg (m)  | 19e         | groep A: 3de V van BUL Kochev: 1-1 V van CUB Rodríguez: 1-1                                                                     |

### Zwemmen
| Olympiër                 | Discipline          | Resultaat | Prestatie               |
| ------------------------ | ------------------- | --------- | ----------------------- |
| Ganaagiin Galbadrakh     | 100m vrije slag (m) | 67e       | serie 2: 4de in 58,79   |
|                          |                     |           |                         |
| Sanjaajamtsyn Altantuyaa | 100m vrije slag (v) | 53e       | serie 1: 7de in 1.10,22 |

Albanië · Algerije · Amerikaanse Maagdeneilanden · Amerikaans-Samoa · Andorra · Angola · Antigua en Barbuda · Argentinië · Armenië · Aruba · Australië · Azerbeidzjan · Bahama's · Bahrein · Bangladesh · Barbados · België · Belize · Benin · Bermuda · Bhutan · Bolivia · Bosnië en Herzegovina · Botswana · Brazilië · Britse Maagdeneilanden · Brunei · Bulgarije · Burkina Faso · Burundi · Cambodja · Canada · Centraal-Afrikaanse Republiek · Chili · China · Chinees Taipei · Colombia · Comoren · Congo-Brazzaville · Congo-Kinshasa · Cookeilanden · Costa Rica · Cuba · Cyprus · Denemarken · Djibouti · Dominica · Dominicaanse Republiek · Duitsland · Ecuador · Egypte · El Salvador · Equatoriaal-Guinea · Eritrea · Estland · Ethiopië · Fiji · Filipijnen · Finland · Frankrijk · Gabon · Gambia · Georgië · Ghana · Grenada · Griekenland · Groot-Brittannië · Guam · Guatemala · Guinee · Guinee‑Bissau · Guyana · Haïti · Honduras · Hongarije · Hongkong · Ierland · IJsland · India · Indonesië · Irak · Iran · Israël · Italië · Ivoorkust · Jamaica · Japan · Jemen · Joegoslavië · Jordanië · Kaaimaneilanden · Kaapverdië · Kameroen · Kazachstan · Kenia · Kirgizië · Koeweit · Kroatië · Laos · Lesotho · Letland · Libanon · Liberia · Libië · Liechtenstein · Litouwen · Luxemburg · Macedonië · Madagaskar · Malawi · Malediven · Maleisië · Mali · Malta · Marokko · Mauritanië · Mauritius · Mexico · Micronesië · Moldavië · Monaco · Mongolië · Mozambique · Myanmar · Namibië · Nauru · Nederland · Nederlandse Antillen · Nepal · Nicaragua · Nieuw-Zeeland · Niger · Nigeria · Noord-Korea · Noorwegen · Oeganda · Oekraïne · Oezbekistan · Oman · Oostenrijk · Pakistan · Palau · Palestina · Panama · Papoea-Nieuw-Guinea · Paraguay · Peru · Polen · Portugal · Puerto Rico · Qatar · Roemenië · Rusland · Rwanda · Saint Kitts en Nevis · Saint Lucia · Saint Vincent en Grenadines · Salomonseilanden · Samoa · San Marino ·  Sao Tomé en Principe · Saoedi-Arabië · Senegal · Seychellen · Sierra Leone · Singapore · Slovenië · Slowakije · Soedan · Somalië · Spanje · Sri Lanka · Suriname · Swaziland · Syrië · Tadzjikistan · Tanzania · Thailand · Togo · Tonga · Trinidad en Tobago · Tsjaad · Tsjechië · Tunesië · Turkije · Turkmenistan · Uruguay · Vanuatu · Venezuela · Verenigde Arabische Emiraten · Verenigde Staten · Vietnam · Wit-Rusland · Zambia · Zimbabwe · Zuid-Afrika · Zuid-Korea · Zweden · Zwitserland · Individuele olympische atleten